# 81-й армійський корпус (Третій Рейх)
81-й армійський корпус (нім. LXXXI. Armeekorps), сформований 28 травня 1942 року.

## Бойовий шлях корпусу
З червня 1942 року — дислокувався на півночі Франції.
З червня 1944 — бої в Нормандії проти американо-британських військ, що висадилися.
У 1945 році — бої в Німеччині. У квітні 1945 — корпус знищений американськими військами в Рурському котлі.

## Склад корпусу
У травні 1944:
- 245-та піхотна дивізія
- 711-та піхотна дивізія
- 17-та авіапольова дивізія

У березні 1945:
- 9-та танкова дивізія
- 11-та танкова дивізія
- 59-та піхотна дивізія
- 363-тя фольксгренадерська дивізія

## Командувачі корпусом
- З 28 травня 1942 — генерал танкових військ Адольф-Фрідріх Кунтцен
- З 4 вересня 1944 — генерал-майор Фрідріх-Август Шак
- З 21 вересня 1944 — генерал від інфантерії Фрідріх Кехлінг
- З 10 березня 1945 — генерал-лейтенант Ернст-Гюнтер Бааде